# Dinochelys
Dinochelys is een geslacht van uitgestorven paracryptodire schildpadden uit de Morrisonformatie uit het Laat-Jura.
De typesoort Dinochelys whitei werd in 1979 benoemd door Eugene Gaffney. De geslachtsnaam verbindt een verwijzing naar het Dinosaur National Monument Visitor Center met een Grieks chelys, 'schildpad'. De soortaanduiding eert dr. Theodore White. Het holotype is DNM 986-991, een postcraniaal skelet zonder schedel. Gaffney wees een aantal schilden toe in de jaren tachtig van de negentiende eeuw eeuw gevonden in de Reeds Quarry (Quarry No 9 van Othniel Charles Marsh), in Wyoming.
In het centrum wordt een rotswand vol fossielen toegankelijk voor het publiek tentoongesteld. Een van de vondsten was een nieuwe schildpaddensoort die White onderkende als een ander taxon dan Glyptops.
Het schild heeft een lengte van 266 millimeter.